# Eichstadt (cratère)
Eichstadt est un cratère d’impact situé sur la face visible de la Lune. Il mesure 49 km de diamètre et se situe à proximité du cratère Darwin et des Mons Cordillera. Son nom rend hommage à Lorentz Eichstadt (en), mathématicien allemand (1597-1660). 